# Swissporarena
Die Swissporarena (Eigenschreibweise: swissporarena) ist ein Fussballstadion in der Schweizer Stadt Luzern im gleichnamigen Kanton. Es befindet sich auf dem Grundstück des ehemaligen Stadions Allmend. Der Stadionbau ist u. a. die Heimspielstätte des Fussballvereins FC Luzern. Das Sponsoringrecht hält die in Stans ansässige Swisspor Holding.

## Geschichte
Ursprünglich wollten die Verantwortlichen schon im Frühjahr 2011 in der Arena spielen, was aber aufgrund von Verzögerungen beim Bau nicht möglich war. Das erste Meisterschaftsspiel in der neuen Swissporarena war am 31. Juli 2011 FC Luzern gegen den FC Thun (0:0). Das offizielle Einweihungsspiel des neuen Stadions fand am 3. September statt. Gegner war der Hamburger SV. Das Spiel endete 2:2.
Die Kapazität beläuft sich bei nationalen Sportveranstaltungen auf maximal 17'000 Zuschauer aufgeteilt auf 14'000 Sitzplätze und 3'000 Stehplätze. Bei internationalen Austragungen beträgt sie 16'000. Die Swissporarena weist als erstes Schweizer Stadion kombinierte Steh- und Sitzplätze (Tribüne B) auf. Für Konzerte kann die Zuschauerkapazität auf bis zu 20'000 Plätze erhöht werden. Das Catering wurde an die Genossenschaft Migros Luzern vergeben.
Neben dem Fussballstadion für die Spiele des FC Luzern wurden im Zuge des Stadionbaus in und um die Swissporarena ein Hallenbad, eine Migros-Filiale, ein Migros-Fitnesscenter sowie eine Doppelturnhalle für den Universitätssport gebaut. An der Südseite der Swissporarena wurden zwei Wohnhochhäuser (HochZwei) mit 283 Mietwohnungen gebaut. Die 77 und 88 Meter hohen Hochhäuser sind die höchsten Wohngebäude der Innerschweiz.
Am 14. Juni 2016 teilte die FC Luzern AG mit, die Swissporarena mit einer Photovoltaikanlage auf dem Dach auszustatten. Die Montage wurde Mitte September 2016 abgeschlossen. Insgesamt bedeckt die Anlage eine Fläche von 6'862 Quadratmetern. Die Anlage soll 900'000 Kilowattstunden Strom liefern, was dem jährlichen Verbrauch von 200 Haushalten oder 900 Personen entspricht. Der Strom wird in das öffentliche Netz eingeleitet. Die Anlage bringt eine jährliche Einsparung der CO₂-Emissionen von 480 Tonnen.

## Länderspiele

### Männer
Länderspiele der Schweizer Fussballnationalmannschaft der Männer in der Swissporarena:
|                |                     |           |                 |                                                  |
| 30. Mai 2012:  | Schweiz – Rumänien  | 0:1 (0:0) | 11'850 Fans     | Freundschaftsspiel                               |
| 11. Sep. 2012: | Schweiz – Albanien  | 2:0 (1:0) | 15'600 Fans (A) | WM-Qualifikation 2014                            |
| 30. Mai 2014:  | Schweiz – Jamaika   | 1:0 (0:0) | 15'000 Fans (A) | Freundschaftsspiel                               |
| 3. Juni 2014:  | Schweiz – Peru      | 2:0 (0:0) | 15'000 Fans (A) | Freundschaftsspiel (1. Länderspiel gegen Peru)   |
| 27. März 2015: | Schweiz – Estland   | 3:0 (2:0) | 14'500 Fans (A) | EM-Qualifikation 2016                            |
| 13. Nov. 2016: | Schweiz – Färöer    | 2:0 (1:0) | 14'800 Fans (A) | WM-Qualifikation 2018                            |
| 27. März 2018: | Schweiz – Panama    | 6:0 (4:0) | 08'600 Fans     | Freundschaftsspiel (1. Länderspiel gegen Panama) |
| 18. Nov. 2018: | Schweiz – Belgien   | 5:2 (3:2) | 15'000 Fans (A) | UEFA Nations League 2018/19                      |
| 15. Nov. 2021: | Schweiz – Bulgarien | 4:0 (0:0) | 14'333 Fans (A) | WM-Qualifikation 2022                            |

(A) = Ausverkauftes Stadion

### Frauen
Das Stadion wird im Jahr 2025 als Spielstätte für drei Vorrundenspiele der Fußball-Europameisterschaft der Frauen 2025 dienen.
Länderspiele der Schweizer Fussballnationalmannschaft der Frauen in der Swissporarena:
|               |                               |     |            |                    |
| 6. Apr. 2023: | Schweiz – Volksrepublik China | 0:0 | 4’290 Fans | Freundschaftsspiel |

## Europacupspiele
Europacupspiele in der Swissporarena:
|                |                                 |     |                                              |                                                                       |
| 23. Aug. 2012: | FC Luzern – KRC Genk            | 2:1 | 08'217 Fans                                  | Playoff-Hinspiel UEFA Europa League 2012/13                           |
| 17. Juli 2014: | FC Luzern – FC St. Johnstone    | 1:1 | 08'902 Fans                                  | 2. Qualifikationsrunde Hinspiel UEFA Europa League 2014/15            |
| 28. Juli 2016: | FC Luzern – US Sassuolo Calcio  | 1:1 | 10'555 Fans                                  | 3. Qualifikationsrunde Hinspiel UEFA Europa League 2016/17            |
| 20. Juli 2017: | FC Luzern – NK Osijek           | 2:1 | 08'483 Fans                                  | 2. Qualifikationsrunde Rückspiel UEFA Europa League 2017/18           |
| 28. Sep. 2017: | FC Lugano – FCSB Bukarest       | 1:2 | 02'680 Fans                                  | Gruppenphase UEFA Europa League 2017/18                               |
| 19. Okt. 2017: | FC Lugano – Viktoria Pilsen     | 3:2 | 02'535 Fans                                  | Gruppenphase UEFA Europa League 2017/18                               |
| 23. Nov. 2017: | FC Lugano – Hapoel Be’er Scheva | 1:0 | 03'011 Fans                                  | Gruppenphase UEFA Europa League 2017/18                               |
| 16. Aug. 2018: | FC Luzern – Olympiakos Piräus   | 1:3 | 06'258 Fans                                  | 3. Qualifikationsrunde Rückspiel UEFA Europa League 2018/19           |
| 25. Juli 2019: | FC Luzern – KÍ Klaksvík         | 1:0 | 06'344 Fans                                  | 2. Qualifikationsrunde Hinspiel UEFA Europa League 2019/20            |
| 8. Aug. 2019:  | FC Luzern – Espanyol Barcelona  | 0:3 | 09'191 Fans                                  | 3. Qualifikationsrunde Hinspiel UEFA Europa League 2019/20            |
| 5. Aug. 2021:  | FC Luzern – Feyenoord Rotterdam | 0:3 | 05'069 Fans (* Boykott eines Teils der Fans) | 3. Qualifikationsrunde Hinspiel UEFA Europa Conference League 2021/22 |

## Galerie

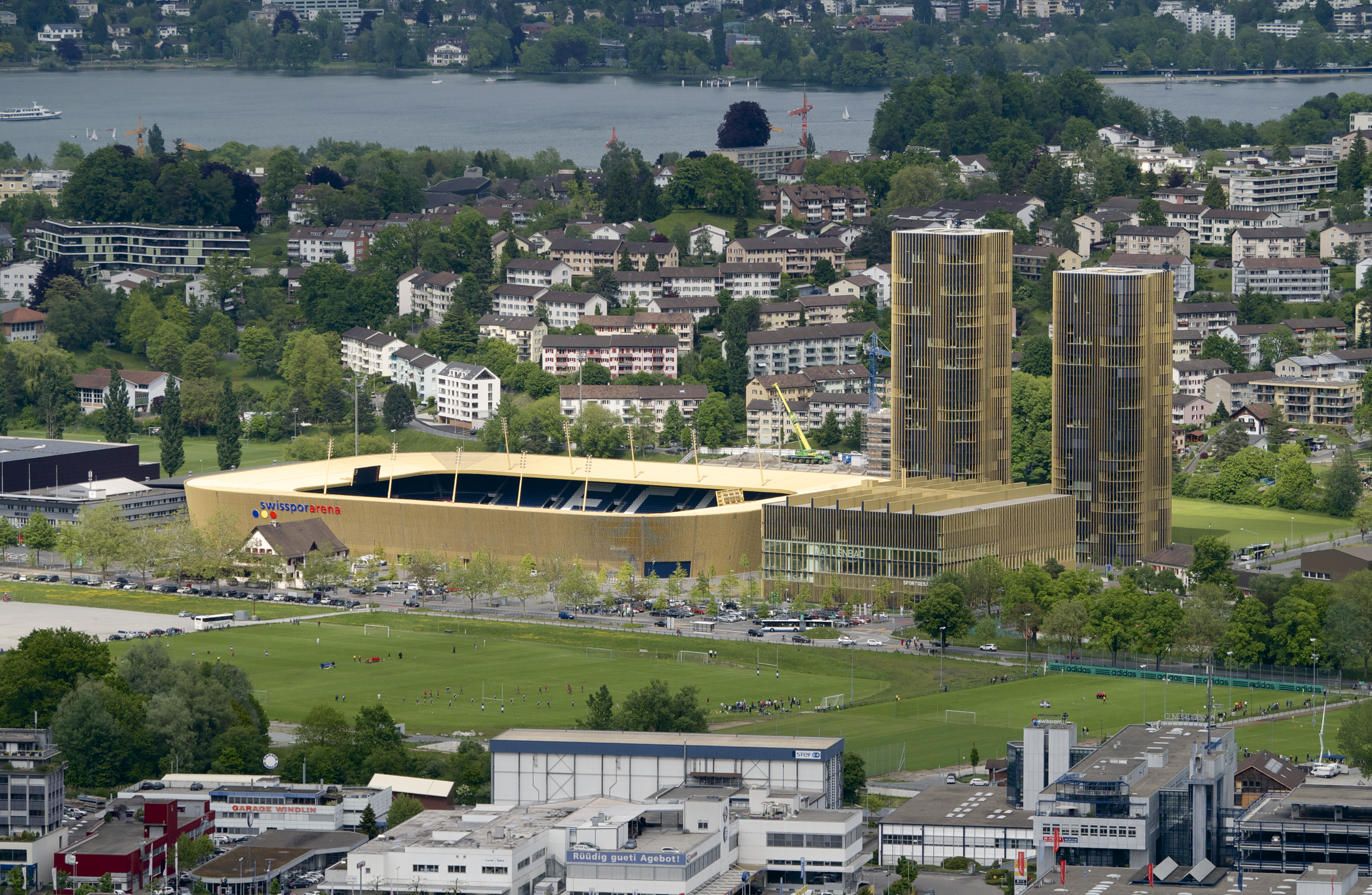
Swissporarena
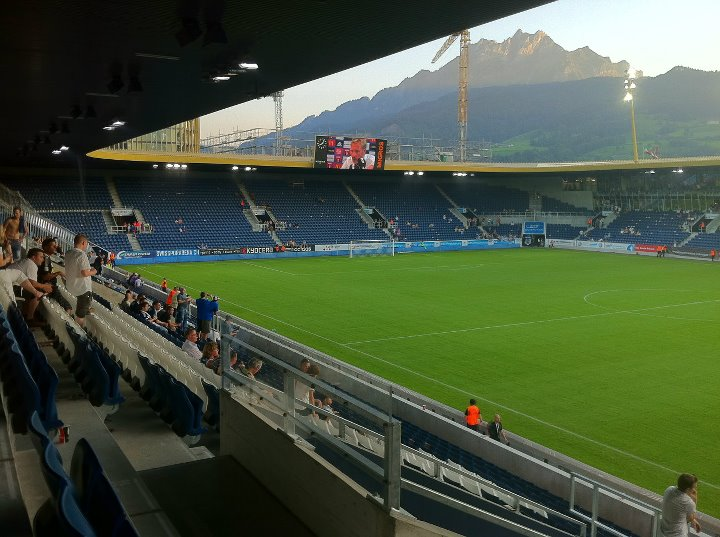
Innenansicht
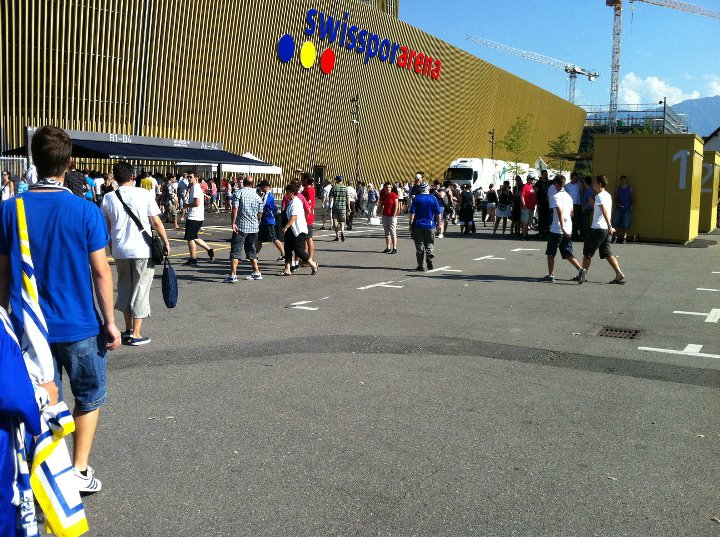
Aussenansicht
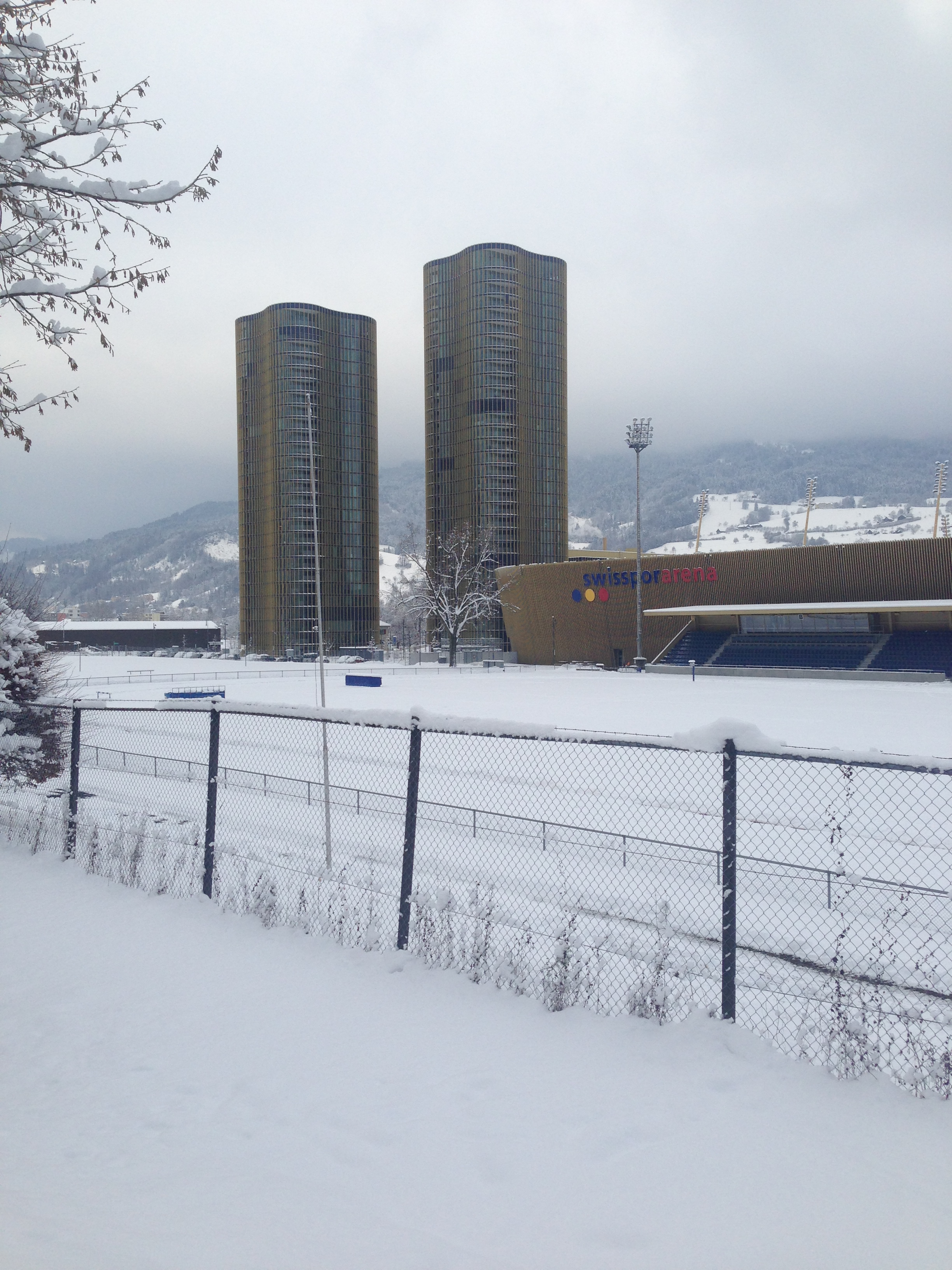
Swissporarena und die Wohnhochhäuser
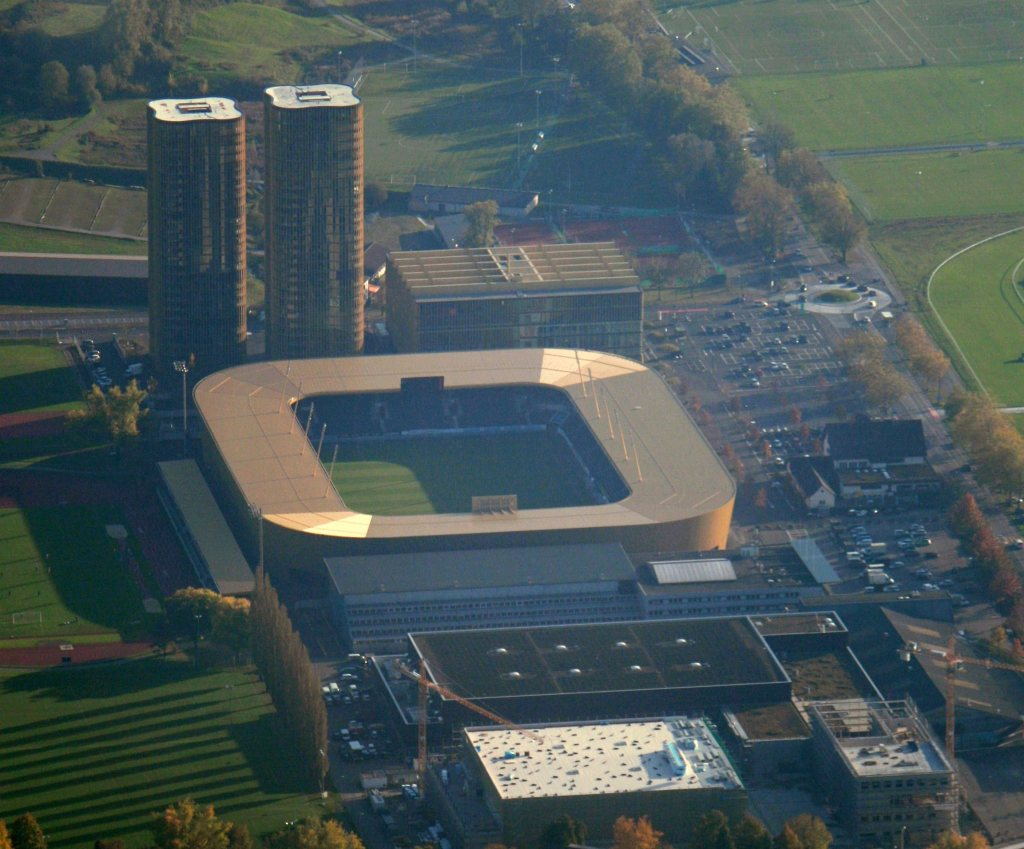
Luftaufnahme von Norden